# Bukurovac
Bukurovac (cyr. Букуровац) – wieś w Serbii, w okręgu pirockim, w gminie Bela Palanka. W 2011 roku liczyła 18 mieszkańców.